# Damyang-eup
Damyang-eup (koreanska: 담양읍) är en köping i Sydkorea. Den är centralort i  kommunen Damyang-gun i provinsen Södra Jeolla, i den södra delen av landet, 250 km söder om huvudstaden Seoul.